# Хелветска република
Хелветска република (фр. République Hélvetique, итал. Repubblica Elvetica) је Наполеонска вазална држава, која је постојала од 1798. до 1803. године.
За време борби против Аустрије у Француским револуционарним ратовима револуционарне војске су окруживале Швајцарску. Французи су заузели Швајцарску конфедерацију 5. марта 1798. и тада је конфедерација престала постојати. Хелветска Република је проглашена 12. априла 1798. и осим тога донесене су следеће одлуке:
- укинута су феудална права
- укинут је суверенитет кантона
- успостављена је централизована држава по узору на Француску.

Тим наводним „прогресивним“ идејама Швајцарци су се супротстављали, посебно у централним деловима конфедерације. Французи су сломили устанак у Нидвалдену. Унутар конфедерације није било јединства о будућности Швајцарске. Било је више покушаја државног удара, али Французи су остали на власти. Окупаторска војска је пљачкала многе градове и насеља. Хелветска Република је због локалног отпора, али и због финансијских тешкоћа постала пример пропале државе. Нестабилност државе достигла је врхунац од 1802. до 1803. године. Наполеон је 1802. већ покушао да ублажи централистички поредак. У Швајцарску је 1803. дошло још француских војника. Наполеон је 19. фебруара 1803. донео Посреднички указ. У суштини радило се о компромису између старог и новог поретка. Укинуо је централизовану државу. Увео је федерално уређење са неким конфедеративним елементима. Такво стање је трајало до Бечког конгреса 1815, када Швајцарска добија поново конфедерално уређење. У модерној Швајцарској постоје остаци Хелветске Републике и појединим аспектима неких кантона и устава.

## Административна подела
Пређашњи суверени кантони постали су обичне административне јединице, а да би се ослабио стари поредак за поједине кантоне су створене нове границе. Указом из 1798. створено је 19 кантона
- Аргау (без Бадена и Фриктала)
- Кантон Баден
- Кантон Базел
- Кантон Белинзона
- Кантон Берн
- Кантон Фрибург
- Кантон Лема
- Кантон Линт
- Кантон Лугано
- Кантон Луцерн
- Кантон Оберланд
- Кантон Реција
- Кантон Сентис
- Кантон Шафхаузен
- Кантон Солотурн
- Кантон Тургау
- Валдштетен
- Кантон Вале
- Кантон Цирих